# Mind Your Manners
"Mind Your Manners" é uma canção da banda norte-americana de rock alternativo Pearl Jam. Foi lançada em 11 de julho de 2013 em formato digital como o primeiro single do décimo álbum de estúdio da banda, Lightning Bolt.

## References
1. ↑  «New Pearl Jam Album "Lightning Bolt" Available October 15». Pearl Jam. Consultado em 11 de julho de 2013. Arquivado do original em 14 de julho de 2013